# منکا
مِنکا (به انگلیسی: Menka) نام خاص یک ملکه در دودمان دوم مصر بود. معلوم نیست او با کدام فرعون یا عضو خاندان سلطنتی مرتبط بود.
اطلاعات بسیار کمی در مورد زندگی منکا، ملکه مصری اواخر دودمان دوم مصر، که هویت او تنها از روی یک قطعه سنگ بازالت با مبدأ نامشخص، در دست است. نام منکا به معنای «کا باید مستدام باشد» است و قطعه‌ای که نام او روی آن به تصویر کشیده شده است همچنین شامل عنوان «کسی که هوروس را می‌بیند» است که عنوان ملکه‌ها در اوایل دوران سلسله دوم و در پادشاهی کهن مصر بود. این قطعه همچنین شامل تصویری از او است.
نقش برجسته منکا را به عنوان زنی ایستاده، با لباسی نزدیک، با ظرف نیمکره‌ای بزرگ روی سر و با استانداردهایی که پشت سرش ردیف شده‌اند، نشان می‌دهد. هیروگلیف نشان نمی‌دهد که همسر او چه کسی بوده است. ولفگانگ هلک مصرشناس متوجه شد که این صحنه شباهت سبکی قابل توجهی به صحنه‌ای ناتمام دارد که بر روی نقش برجسته بازالتی در سایت باستان‌شناسی جبلین قرار دارد که به فرعون خسه‌خموی، که آخرین فرعون دودمان دوم مصر بود، نسبت داده می‌شود. هلک پیشنهاد کرده است که تکه نقش برجسته منکا نیز ممکن است از آن مکان سرچشمه بگیرد.